# سسک گلوسیاه

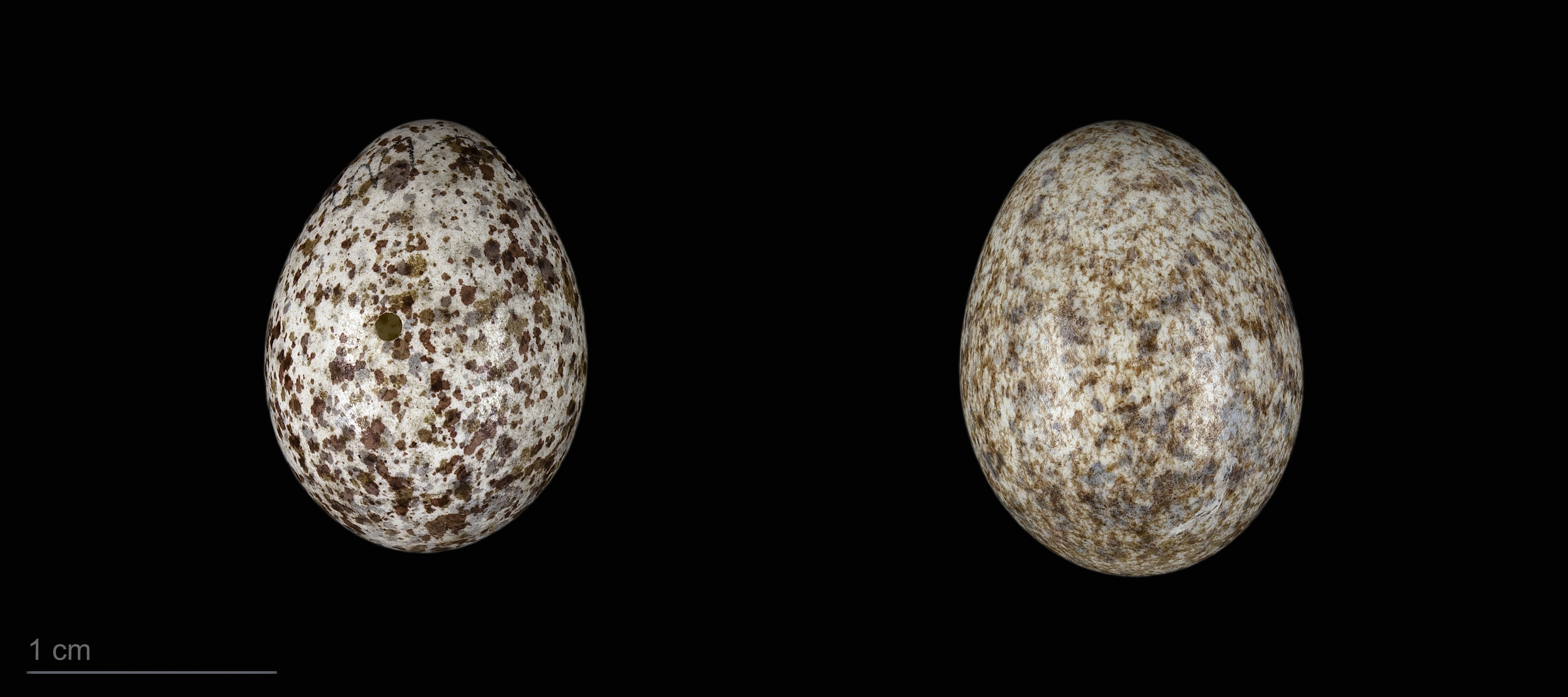
Curruca ruppeli

سسک گلوسیاه (نام علمی: Sylvia rueppelli) نام یک گونه از سرده سسک‌های نمادین است.